# Malina Weissman
Malina Opal Weissman (12 de marzo de 2003) es una actriz y modelo estadounidense, conocida por sus papeles como la joven April O'Neil en la película Tortugas Ninja (2014) y Violet Baudelaire en la serie de Netflix A Series of Unfortunate Events.

## Vida y carrera
Malina Weissman es una actriz y modelo nacida en Nueva York. Empezó su carrera como modelo a la edad de ocho años. Habla alemán, inglés y español. siguiendo los pasos de su madre, cuya agencia la descubrió. Apareció en importantes marcas de diseñadores como Calvin Klein, Ralph Lauren, Levi's, Benetton, DKNY, H&M, entre muchos otros. Como actriz apareció en anuncios comerciales para ACT Mouthwash, Maybelline, Purell y My Little Pony.[cita requerida]
Hizo su debut en la gran pantalla en 2014 como la versión joven del personaje de April O'Neil en la película de ciencia ficción Tortugas Ninja, interpretada como adulta por Megan Fox.
En 2015, apareció en la serie de CBS y Warner Bros. Television Supergirl como Kara Zor-El, encarnada de adulta por Melissa Benoist.
En 2016, Malina apareció en la película Thirsty, y tuvo el papel de Rebecca Brand en la comedia Nine Lives, protagonizada por Kevin Spacey y Jennifer Garner, la cual fue estrenada en agosto de 2016.
En 2017, Malina interpretó a Violet Baudelaire en la serie de Netflix A Series of Unfortunate Events.

## Filmografía

### Cine
| Año  | Título         | Papel              | Notas |
| ---- | -------------- | ------------------ | ----- |
| 2014 | Tortugas Ninja | Joven April O'Neil |       |
| 2016 | Thirsty        | Chica de rosa      |       |
| 2016 | Nine Lives     | Rebecca Brand      |       |

### Televisión
| Año        | Título                         | Papel             | Notas                         |
| ---------- | ------------------------------ | ----------------- | ----------------------------- |
| 2015 –2016 | Difficult People               | Renee Epstein     | 2 episodios                   |
| 2015–2017  | Supergirl                      | Joven Kara Zor-El | 8 episodios                   |
| 2017-2019  | A Series of Unfortunate Events | Violet Baudelaire | 25 episodios; papel principal |